# Григорий (Миткевич)
Архиепископ Григорий (в миру Николай Васильевич Миткевич; 14 (26) мая 1807 — 13 (27) апреля 1881) — епископ Русской православной церкви, архиепископ Калужский и Боровский.

## Биография
Родился 14 (26) мая 1807 года в селе Жукове Черниговской губернии в семье священника. Крещен в честь святителя Николая. В младенчестве переболел золотухой.
С 1818 по 1821 год проходил обучение в Черниговском духовном училище.
В 1827 году окончил Черниговскую духовную семинарию.
В 1828 году поступил в Киевскую духовную академию, которую окончил в октябре 1831 года со степенью магистра, и был оставлен при ней бакалавром богословских наук, преподавателем греческого языка и помощником библиотекаря академии.
10 (22) октября 1831 года в Киево-Братском монастыре пострижен в монашество, в честь Григория Богослова ,  25 октября рукоположён во иеродиакона, а 30 октября — во иеромонаха и причислен к Киево-Печерской лавре.
13 (25) октября 1833 года назначен инспектором Казанской духовной семинарии. С 14 августа по 8 (20) сентября 1835 года временно исполнял обязанности ректора семинарии.
14 (26) августа 1836 года назначен инспектором Киевской духовной академии и преподавателем в ней богословских наук.
14 (26) октября 1836 года возведён в сан архимандрита, а 13 (25) февраля 1837 года получил звание экстраординарного профессора богословских наук. 
С 8 (20) февраля 1837 года по 7 (19) января 1838 года занимал должность настоятеля Киево-Братского монастыря.
16 (28) августа 1837 года назначен членом цензурного комитета Киевской духовной академии.
С 8 (20) января 1838 года — ректор Ярославской духовной семинарии и преподавателем в ней богословских наук.
С 28 февраля (12 марта) 1843 года по 7 (19) мая 1844 года, по указу Синода, вызван в Санкт-Петербург, для священнослужения и совершения проповедей.
С 21 июня (3 июля) 1844 года— ректор Казанской духовной академии и настоятель Угличского Алексеевского монастыря.
Учебные заведения, в которых ему приходилось трудиться, несмотря на его строгость, вспоминали о нём с глубокой симпатией. Казанская духовная академия обязана ему внешним благоустройством и внутренней организованностью.
С июня 1847 года член комитета по проверке татарского перевода Нового Завета и других богослужебных книг при Казанской духовной академии. С 20 января (1 февраля) 1849 года благочинный монастырей Казанской епархии.
31 июля (12 августа) 1851 года назначен наблюдателем за преподаванием Закона Божия в Казанском университете, гимназиях и Родионовском институте благородных девиц.
9 (21) декабря 1851 года хиротонисан во епископа Калужского и Боровского, в Казанском соборе Санкт-Петербурга, в епархию прибыл 24 декабря.

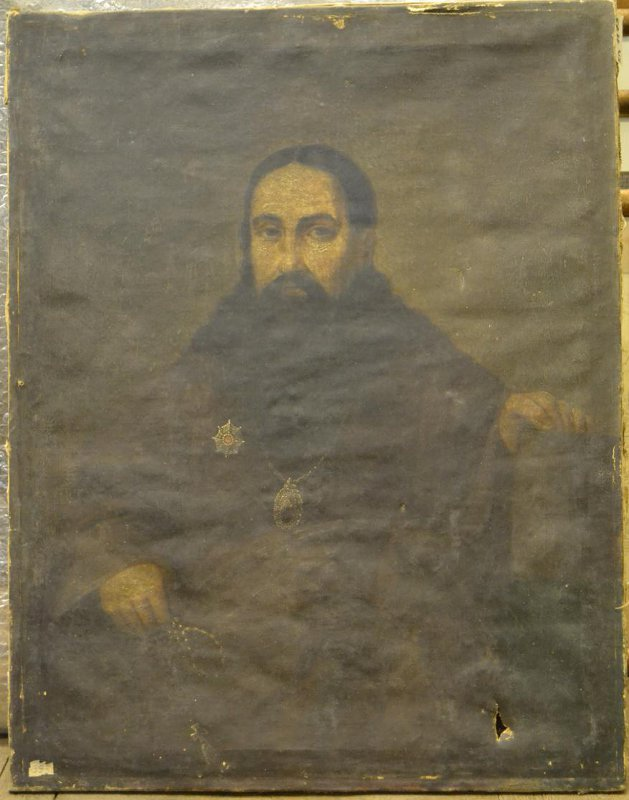
Портрет XIX в.

И на архиерейской кафедре он «прежде всего являлся человеком дела, честным, справедливым, по внешности суровым, требовательным и строгим, но в душе добрым и сердечным администратором, всем доступным, необычайно трудолюбивым, делавшим всё своими руками и не полагавшимся на своих приближенных советников». Он лично объезжал приходские храмы, наблюдал за порядком и чином богослужения, заботился о пастырях и пасомых, был неумолимо строг к курильщикам.
При нём открыты приходские школы и женское епархиальное училище.
Архиепископ Григорий содействовал изданию «Калужских епархиальных ведомостей», учредил братство святого Иоанна Богослова для ведения бесед с раскольниками.
Будучи сам строгим подвижником, архиепископ Григорий любил и ценил подвижничество. При нём прославилась подвижниками Оптина пустынь и восстала из развалин Тихонова пустынь.
С 7 (19) июня 1860 года по 3 (15) мая 1862 года принимал участие в заседаниях Святейшего Синода. 20 апреля (2 мая) 1869 года возведён в сан архиепископа.
По отзыву историка Казанской духовной академии профессора П. В. Знаменского, владыка Григорий:
при незаурядной учёности и строгой монашеской жизни был человек в высшей степени деловой и опытный, с сильной волей, с серьёзным, крепким и властным характером, невольно заставлявшими подчиняться ему всех, администратор по призваниюП. В. Знаменский, Высокопреосвященный Григорий Калужский, как редактор Казанской академии
Архиепископ Григорий состоял почётным членом Русского археологического общества Казанской духовной академии, членом попечительного комитета о раненых и больных воинах, вице-президентом калужского попечительного Комитета о тюрьмах.
Скончался утром 13 (25) апреля 1881 года, в день Святой Пасхи, из-за болезни кишечника. Погребен под алтарем Троицкого кафедрального собора Калуги, могила не сохранилась.

## Награды
19 апреля (1 мая) 1853 года награжден орденом святой Анны I степени.
7 (19) апреля 1857 года награжден орденом святой Анны I степени с императорской короной.
8 (20) апреля 1862 года награжден орденом святого Владимира II степени.
16 (28) апреля 1867 года награжден орденом святого Александра Невского.
31 марта (12 апреля) 1874 года награжден орденом святого Александра Невского с алмазными знаками.